# Levymanus gershomi
Espèce
Levymanus gershomi est une espèce d'araignées aranéomorphes de la famille des Palpimanidae.

## Distribution
Cette espèce se rencontre en Israël, aux Émirats arabes unis et en Arabie saoudite.

## Description

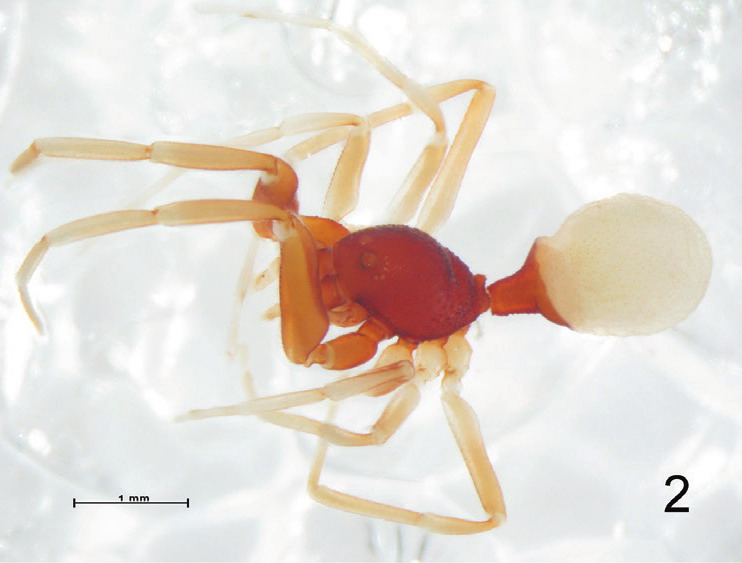
Levymanus gershomi ♀

Le mâle holotype mesure 2,55 mm et la femelle paratype 2,93 mm

## Étymologie
Cette espèce est nommée en l'honneur de Gershom Levy (1937–2009).

## Publication originale
- Zonstein & Marusik, 2013 : On Levymanus, a remarkable new spider genus from Israel, with notes on the Chediminae (Araneae, Palpimanidae). ZooKeys, no 326, p. 27-45 (texte intégral).